# Graphe tétrakihexaédrique
Le graphe tétrakihexaédrique est, en théorie des graphes, un graphe possédant 14 sommets et 36 arêtes.

## Propriétés

### Propriétés générales
Il existe treize graphes correspondant aux squelettes des treize solides de Catalan, les polyèdres duaux des solides d'Archimède. Le graphe tétrakihexaédrique est l'un d'eux. Les douze autres sont le graphe hexacontaédrique trapézoïdal, le graphe icositétraédrique trapézoïdal, le graphe hexakioctaédrique, le graphe hexaki-icosaédrique, le graphe hexacontaédrique pentagonal, le graphe icositétraédrique pentagonal, le graphe pentakidodécaédrique, le graphe dodécaédrique rhombique, le graphe triacontaédrique rhombique, le graphe triakioctaédrique, le graphe triaki-icosaédrique et le graphe triakitétraédrique.
Le diamètre du graphe tétrakihexaédrique, l'excentricité maximale de ses sommets, est 3, son rayon, l'excentricité minimale de ses sommets, est 3 et sa maille, la longueur de son plus court cycle, est 3. Il s'agit d'un graphe 4-sommet-connexe et d'un graphe 4-arête-connexe, c'est-à-dire qu'il est connexe et que pour le rendre déconnecté il faut le priver au minimum de 4 sommets ou de 4 arêtes.

### Coloration
Le nombre chromatique du graphe tétrakihexaédrique est 3. C'est-à-dire qu'il est possible de le colorer avec 3 couleurs de telle façon que deux sommets reliés par une arête soient toujours de couleurs différentes. Ce nombre est minimal.
L'indice chromatique du graphe tétrakihexaédrique est 6. Il existe donc une 6-coloration des arêtes du graphe telle que deux arêtes incidentes à un même sommet soient toujours de couleurs différentes. Ce nombre est minimal.
Il est possible de compter les colorations distinctes du graphe tétrakihexaédrique, en fonction du nombre de couleurs autorisé. Cela donne une fonction polynomiale et le polynôme qui lui est associé est qualifié de polynôme chromatique. Ce polynôme de degré 14 admet pour racines tous les entiers positifs ou nuls strictement inférieurs à 3. Il est égal à : {\displaystyle (x-2)(x-1)x(x^{11}-33x^{10}+505x^{9}-4737x^{8}+30316x^{7}-139236x^{6}+468913x^{5}-1158486x^{4}+2056136x^{3}-2491774x^{2}+1849898x-634928)}.

### Propriétés algébriques
Le groupe d'automorphismes du graphe tétrakihexaédrique est d'ordre 48.
Le polynôme caractéristique    de la matrice d'adjacence du graphe tétrakihexaédrique est : {\displaystyle x^{2}(x+1)^{3}(x+3)(x^{2}-3x-12)(x^{2}-x-4)^{3}}.